# دائرة وامري
دائرة وامري  إحدى دوائر ولاية المدية الجزائرية . عاصمتها هي وامري وتضم بلديات : 
- وامري
- وادي حربيل
- حناشة